# Secție de votare

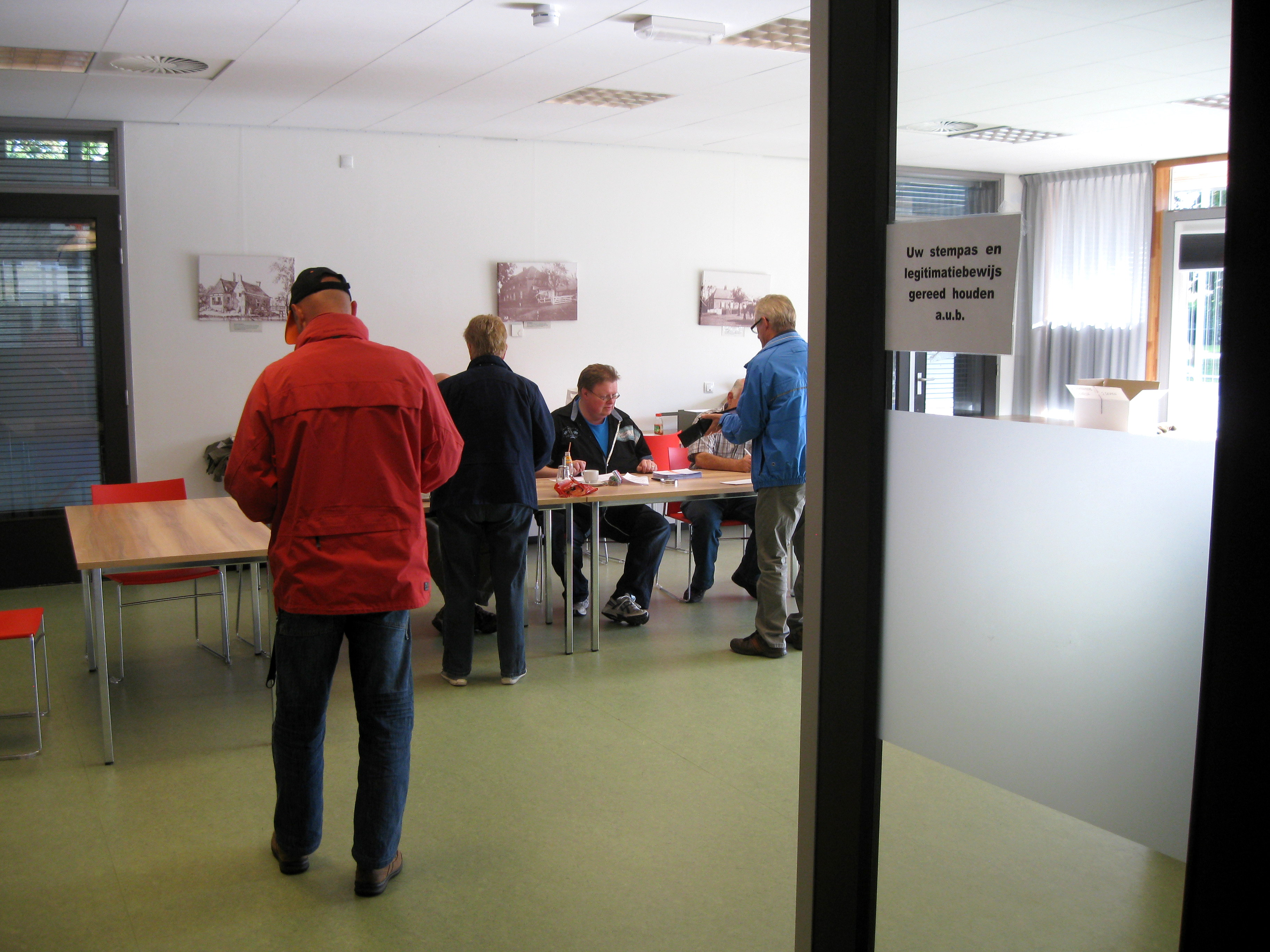
Secție de votare în Olanda

Secția de votare  este o unitate electorală, creată în timpul alegerilor și referendumurilor pentru exercitarea dreptului de vot a cetățenilor, dar și pentru numărarea buletinelor de vot exercitate. 
Secțiile de votare sunt de obicei situate în amplasamente utilizate în alte scopuri, cum ar fi școli, biserici, primării, săli de sport, birouri guvernamentale locale sau chiar în case particulare. Zona deservită de secție poate fi cunoscută ca o circumscripție electorală. 
Secția de votare este constituită din funcționari (care pot fi numiți drept: judecători electorali, directori de scrutin ori alți funcționari publici) care monitorizează procedura de votare și ajută alegătorii în procesul electoral. Observatotii (cei care urmăresc scrutinul) sunt controlori independenți sau non-partizani care participă la alegeri pentru a asigura imparțialitatea procesului.

## Efectul localizării secției de votare
Clădirea unde se află secția de votare poate avea un efect semnificativ asupra rezultatelor alegerilor.  Cercetările arată că locația secției de votare poate influența modul în care un alegător își exercită votul. Acest factor subtil necunoscut poate fi semnificativ și poate influența alegerile apropiate.   Persoanele fizice pot fi influențate să se comporte într-un anumit mod pe baza unor indicii de mediu [9], adică un obiect sau un loc care poate influența modul în care se comportă, de exemplu starea clădirii, numele clădirii, utilizarea obișnuită a clădirii sau decorul clădirii. Cercetătorii au petrecut mult timp urmărind ce face ca oamenii să voteze așa cum fac și au descoperit că cele mai mici modificări pot avea efecte mari.

## Vezi și
- Ziua algerilor
- Alegeri anticipate